# Canton de Nonancourt
Le canton de Nonancourt est une ancienne division administrative française située dans le département de l'Eure et la région Normandie.

## Géographie
Ce canton était organisé autour de Nonancourt dans l'arrondissement d'Évreux. Son altitude variait de 67 m (Saint-Georges-Motel) à 179 m (Acon) pour une altitude moyenne de 136 m.

## Représentation

### Conseillers d'arrondissement (de 1833 à 1940)
| Période                                  | Période          | Identité                         | Étiquette           | Qualité |
| ---------------------------------------- | ---------------- | -------------------------------- | ------------------- | --- |
| 1833                                     | 1839             | M. Hottenier                     |                     | Adjoint au maire de Nonancourt                                                                              |
| 1839                                     | 1845             | M. Tessier                       |                     | Maire de Nonancourt                                                                                         |
| 1845                                     | 1848             | Pierre Nicolas Langer            | Opposition          | Notaire à Illiers-l'Évêque, suppléant du juge de paix                                                       |
| 1848                                     | 1871             | M. Gaudin                        |                     | |
| 1871                                     | 1877             | Jean-Auguste Gosse               | Monarchiste         | Ancien percepteur, adjoint au maire de Nonancourt                                                           |
| 1877                                     | 1886             | Paul François Adrien Gros-Fillay | Républicain         | Médecin à Nonancourt                                                                                        |
| 1886                                     | 1901             | Armand-Alexandre Marchand        | Républicain         | Adjoint au maire de Nonancourt                                                                              |
| 1901                                     | 1912 (démission) | Désiré Coudevillain              | Républicain radical | Maire d'Illiers-l'Évêque                                                                                    |
| 1913                                     | 1925             | Ernest-Honoré Giboin             | Rad.                | Cultivateur, maire de Marcilly-la-Campagne                                                                  |
| 1925                                     | 1940             | Albert Mercier (1874-1950)       | Rad.                | Propriétaire à Illiers-l'Évêque                                                                             |
| 1940                                     |                  |                                  |                     | Les conseils d'arrondissement ont été suspendus par la loi du 12 octobre 1940 et n'ont jamais été réactivés |
| Les données manquantes sont à compléter. |                  |                                  |                     | |

### Conseillers généraux de 1833 à 2015
| Période          | Période          | Identité                                                 | Étiquette               | Qualité |
| ---------------- | ---------------- | -------------------------------------------------------- | ----------------------- | --- |
| 1833             | 1836 (décès)     | François-Ambroise-Firmin Didot (1764-1836)               |                         | Fabricant de papier et imprimeur à Nonancourt (papeterie du Mesnil)                                                                                       |
| 1836             | 1842             | Alexandre Nicolas Polangie de Rancé (1798-1880)          | Opposition libérale     | chef d'escadron d'état-major Propriétaire à Nonancourt Député (1834-1837, 1848-1851)                                                                      |
| 1842             | 1848             | Pierre-Nicolas L'Hopital                                 |                         | Maire d'Évreux |
| 1848             | 1852 (démission) | Claude François Adrien Gros-Fillay                       | Républicain             | Docteur-médecin à Nonancourt Démissionne pour refus de prêter serment à l'Empereur Napoléon III                                                           |
| 1852             | 1871             | Hyacinthe-Firmin Didot (1794-1880, fils de F.A.F. Didot) |                         | Fabricant de papier à Nonancourt |
| 1871             | 1886             | Alexandre Papon                                          | Républicain             | Négociant en dentelles Juge au Tribunal de commerce Député (1876-1889)                                                                                    |
| 1886             | 1908 (décès)     | Paul François Adrien Gros-Fillay                         | Rad.                    | Médecin, maire de Nonancourt, conseiller d'arrondissement                                                                                                 |
| 1909             | 1919             | Adolphe Pierre Hugot                                     | Rad.                    | Escompteur, maire de Nonancourt |
| 1919             | 1922             | Pierre de Salviac de Viel-Castel (1875-1950)             | Entente (droite)        | Propriétaire, ancien capitaine de dragons, conseiller municipal de Louye                                                                                  |
| 1922             | 1928             | Émile-Augustin Mallet                                    | Rad.                    | Pharmacien, maire de Nonancourt |
| 1928             | 1940             | Pierre de Salviac de Viel-Castel                         | URD                     | Propriétaire, membre de la Chambre d'Agriculture Nommé membre de la Commission administrative départementale en 1941 Conseiller municipal de Louye        |
|                  |                  |                                                          |                         | |
| 1945             | 1950 (décès)     | Pierre de Salviac de Viel-Castel                         | DVD                     | Maire de Louye |
| 10 décembre 1950 | 1951             | Georges Bureau                                           | DVD                     | Notaire Adjoint au maire de Nonancourt |
| 1951             | 1961             | Raoul Dauphin                                            | Rad.                    | Médecin Maire de Nonancourt (1950-1965) |
| 1961             | 1967             | Paul-Henri Mercier                                       | Rad.                    | Cultivateur à Illiers-l'Évêque |
| 1967             | 1992             | Maurice Mary (1918-1997)                                 | Rad. puis MRG           | Maire de Saint-Germain-sur-Avre |
| 1992             | 2001 (démission) | Jean-Louis Debré                                         | RPR                     | Magistrat Député (1986-2007) Maire d'Évreux (2001-2007) Président de la Communauté d'agglomération d'Évreux Vice-président du Conseil général (1998-2001) |
| 2001             | 2015             | Joël Hervieu                                             | UDF puis MoDem puis DVD | Enseignant - Maire d'Acon Président de la Communauté de communes rurales du Sud de l'Eure                                                                 |

## Composition
Le canton de Nonancourt regroupait quatorze communes et comptait 10 747 habitants (recensement de 1999 sans doubles comptes).
| Communes                   | Population (2012) | Code postal | Code Insee |
| -------------------------- | ----------------- | ----------- | ---------- |
| Acon                       | 407               | 27570       | 27002      |
| Breux-sur-Avre             | 293               | 27570       | 27115      |
| Courdemanche               | 479               | 27320       | 27181      |
| Droisy                     | 344               | 27320       | 27206      |
| Illiers-l'Évêque           | 890               | 27770       | 27350      |
| Louye                      | 176               | 27650       | 27376      |
| La Madeleine-de-Nonancourt | 1 163             | 27320       | 27378      |
| Marcilly-la-Campagne       | 705               | 27320       | 27390      |
| Mesnil-sur-l'Estrée        | 1 031             | 27650       | 27406      |
| Moisville                  | 185               | 27320       | 27411      |
| Muzy                       | 694               | 27650       | 27423      |
| Nonancourt                 | 2 320             | 27320       | 27438      |
| Saint-Georges-Motel        | 950               | 27710       | 27543      |
| Saint-Germain-sur-Avre     | 1 128             | 27320       | 27548      |

## Démographie
| 1962  | 1968  | 1975  | 1982  | 1990  | 1999   | 2006   | 2011   | 2012   |
| ----- | ----- | ----- | ----- | ----- | ------ | ------ | ------ | ------ |
| 6 956 | 6 557 | 7 023 | 7 722 | 9 978 | 10 747 | 11 232 | 11 773 | 11 794 |